# Soobin Hoàng Sơn
Nguyễn Huỳnh Sơn (sinh ngày 10 tháng 9 năm 1992), thường được biết đến với nghệ danh Soobin hay với tên cũ Soobin Hoàng Sơn (viết cách điệu là SOOBIN), là một nam ca sĩ kiêm nhạc sĩ sáng tác ca khúc người Việt Nam. Được đánh giá là một trong những nghệ sĩ âm nhạc Việt Nam xuất sắc nhất trong thế hệ của mình, anh dành phần lớn sự nghiệp hoạt động nghệ thuật gắn bó với tư cách là thành viên của SpaceSpeakers. Xuyên suốt sự nghiệp ca hát của mình, anh đã giành được nhiều giải thưởng cao quý, trong đó anh nhận năm đề cử và giành ba giải tại giải Cống hiến.

## Tiểu sử
Soobin sinh ra trong một gia đình có truyền thống làm nghệ thuật với bố là nghệ sĩ nhân dân Nguyễn Huỳnh Tú, một nhạc sĩ và nghệ nhân nhạc cụ dân tộc, nên từ nhỏ anh đã được học chơi đàn bầu, piano. Anh tốt nghiệp chuyên ngành Piano Jazz tại Học viện Âm nhạc Quốc gia Việt Nam sau 7 năm theo học piano chuyên nghiệp từ năm 11 tuổi.

## Sự nghiệp

### 2014–2016: Khởi đầu sự nghiệp vàHòa âm ánh sáng
Năm 2014, anh đạt ngôi vị Á quân cuộc thi tìm kiếm tài năng âm nhạc mới, mang phong cách Việt Nam – Hàn Quốc mang tên Ngôi Sao Việt. Anh may mắn là một trong số ít ca sĩ trẻ được chọn đào tạo ở môi trường chuyên nghiệp Hàn Quốc trong suốt 6 tháng, ở đây anh được các Ban Giám khảo nói là rất có tài năng nghệ thuật và biết thu hút mọi người làm chủ sân khấu. Trong thời gian này, anh cũng có dịp giao lưu với một số nhóm nhạc K-pop như 4Minute, CNBLUE, F.T. Island, Teen Top... Trở về từ Hàn Quốc, nam ca sĩ trở thành một mảnh ghép của nhóm nhạc underground Hà Nội SpaceSpeakers do Touliver thành lập, bên cạnh những người bạn thân thiết như JustaTee.
Giữa năm 2016, Soobin Hoàng Sơn vào Thành phố Hồ Chí Minh phát triển sự nghiệp âm nhạc. Tới giữa tháng 7 năm 2016, anh ra mắt bài hát "Lalala" và "Và thế là hết" do chính anh sáng tác. Bài hát đánh dấu bước trưởng thành từ sau giải Bạc cuộc thi The Remix – Hòa âm ánh sáng 2016. Đây là một sáng tác thuộc thể loại R&B với sự giúp sức từ nhà sản xuất Touliver. Khởi đầu cho những bức phá trong sự nghiệp âm nhạc của Soobin Hoàng Sơn chính là giải bạc tại chương trình Hòa âm ánh sáng năm 2016.

### 2016–2020: Thương hiệu riêng với dòng nhạc ballad
Bài hát "Phía sau một cô gái" – một sáng tác của Tiên Cookie dành riêng cho anh – được phát hành vào tháng 6 năm 2016 đã trở thành một trong những ca khúc được nghe nhiều nhất tại Việt Nam trong năm đó, chỉ sau "Bống bống bang bang". Tính đến hết năm 2021, video lời nhạc của bài hát đã thu về 237 triệu lượt xem trên YouTube, trở thành một bản hit lớn trong sự nghiệp của Soobin Hoàng Sơn, giúp anh giành được 2 đề cử quan trọng tại Giải thưởng Cống Hiến 2017 với hạng mục Nghệ sĩ mới của năm và MV của năm. Ngày 1 tháng 1 năm 2017, Soobin Hoàng Sơn hợp tác với 1989s Entertainment tung video âm nhạc "Đi để trở về". Tham gia trong video âm nhạc có nữ diễn viên Phan Thanh Hà – một người bạn thời cấp 2 của Soobin Hoàng Sơn. Sau "Đi để trở về", anh tiếp tục tung video âm nhạc ca khúc mới mang tên "Đi và yêu". Sau đó đúng một tuần, anh lại tiếp tục cho ra mắt một video âm nhạc mới có tựa đề "Anh đã quen với cô đơn". Giữa năm 2017, nam ca sĩ liên tục cho ra mắt những video âm nhạc quảng cáo như "Vinh quang đang chờ ta" (Liên Quân Mobile), "Nóng xệ mood" (Revive Chanh Muối). Cùng với đó là một bài hát kết hợp với Suni Hạ Linh mang tựa đề "Một ngày rất khác".
Tháng 7 năm 2017, Soobin Hoàng Sơn phát hành bài hát "Xin đừng lặng im", một sáng tác của nhạc sĩ Dương Khắc Linh. Ca khúc đạt 2 triệu lượt nghe đầu tiên trong chưa đầy một ngày ra mắt. Từ sau The Remix 2016, Soobin Hoàng Sơn được mệnh danh là "hoàng tử ballad" mới của thị trường nhạc Việt với những ca khúc được đánh giá là chạm đến cảm xúc của người nghe. Soobin Hoàng Sơn không phủ nhận dòng nhạc ballad là con đường đang tập trung theo đuổi mạnh mẽ thời gian tới, anh cho biết: "Với cảm xúc thật của "Xin đừng lặng im" – Soobin hy vọng ca khúc sẽ chạm đến cảm xúc của khán giả hoặc nhận được sự đồng cảm nào đó". Cũng trong năm 2017, anh được mời làm huấn luyện viên cho mùa thứ 5 của chương trình Giọng hát Việt nhí. Đỗ Thị Hoài Ngọc – học trò của anh trong chương trình – đã đạt vị trí á quân của mùa; đồng thời học trò Trần Quốc Thái cũng xếp ở vị trí giải ba.
Vào ngày 1 tháng 1 năm 2018, Soobin Hoàng Sơn phát hành video âm nhạc "Đi để trở về 2 – Chuyến đi của năm", một sáng tác của Tiên Cookie. Đĩa đơn "I Know You Know" – bài hát thuộc thể loại funky pop với nhịp điệu nhanh – được Soobin Hoàng Sơn phát hành vào ngày 31 tháng 3 năm 2018. Bản thu được anh hoàn thiện cùng hai nhà sản xuất TINLE và SlimV. Soobin Hoàng Sơn cũng thể hiện phần nhạc phim Yêu em bất chấp với một bài hát cùng tên "Yêu em bất chấp" – bộ phim công chiếu từ ngày 6 tháng 4 năm 2018. Trước bản audio chính thức do Soobin Hoàng Sơn thể hiện, ca khúc "Yêu thương ngày đó" từng được Hoài Lâm hát live trong show ca nhạc, giao lưu đặc biệt để quảng bá cho phim Yêu em bất chấp. "Đẹp nhất là em" là ca khúc được phối hợp chung của Soobin Hoàng Sơn và Jiyeon được cho ra mắt video âm nhạc chính thức vào ngày 27 tháng 7 với hai phiên bản tiếng Hàn – Việt. Bài hát cũng có mặt trên 7 trang nhạc của Hàn Quốc gồm: Melon, Genie, Bugs, Mnet, Naver Music, Soribada và Olleh. "Đẹp nhất là em" do bộ đôi nhà sản xuất của Hàn Quốc sáng tác là Krazy Park và Eddy Park, lời Việt được chính Soobin Hoàng Sơn viết. Cũng trong năm 2018, Soobin Hoàng Sơn tiếp tục đảm nhiệm vai trò là HLV của Giọng hát Việt nhí cùng với Vũ Cát Tường đưa hai học trò Đào Đình Anh Tuấn và Nguyễn Trần Xuân Phương lên ngôi á quân của mùa giải.
Sau thời gian đảm nhận vị trí HLV của Giọng hát Việt nhí, Soobin Hoàng Sơn công bố dự án "Đi để trở về 3 – Sẽ hứa đi cùng nhau" tái hợp với nhạc sĩ Tiên Cookie cùng tham gia sáng tác là nhóm nhạc Da LAB. Bộ phim điện ảnh YOLO mà anh tham gia diễn xuất được cho ra mắt ngày 11 tháng 1 năm 2019. Video âm nhạc "Nếu ngày ấy" được Soobin Hoàng Sơn cho ra mắt ngày 13 tháng 4 năm 2019. Sau gần 24 giờ ra mắt, video âm nhạc đã vượt 3,3 triệu lượt xem và vươn lên vị trí No. 7 trên bảng Trending YouTube của Việt Nam, đứng top 2 video âm nhạc được xem nhiều nhất Châu Á. Ngày 4 tháng 9 năm 2019, Soobin Hoàng Sơn tung ra video âm nhạc chính thức của ca khúc "Say Goodbye" kết hợp cùng Touliver. Ngày 30 tháng 4 năm 2020, Soobin Hoàng Sơn cho ra mắt bản cover "Vẫn nhớ" bằng chất giọng R&B.

### 2020–2024:The Playahvà cú chuyển mình sang R&B
Tháng 11, nam ca sĩ đổi nghệ danh thành Soobin, công bố dự án được anh và SpaceSpeakers đầu tư nhiều nhất từ trước đến nay là EP The Playah. The Playah thu về nhiều thành tích trên YouTube và các nền tảng nhạc số. Năm 2020 cũng là năm đánh dấu sự trưởng thành trong hình ảnh của Soobin với chất "ngông" ngay cả trong âm nhạc lẫn lifestyle, mang đến một hình ảnh hoàn toàn khác của chính anh so với những năm trước.
Ngày 14 tháng 5 năm 2021, Soobin ra mắt "The PLAYAH Special Performance", một bản mash-up của ba ca khúc trong EP The Playah. Đó là một sân khấu trình diễn  kết hợp giữa disco funk, jazz và giao hưởng, với tư duy nhạy bén của giám đốc âm nhạc SlimV, bản mashup này trở thành một "bữa tiệc" âm nhạc đưa giọng hát của Soobin lên một tầm cao mới. Bản hòa âm phối khí tài tình cùng giọng ca của anh đã giúp bài hát nhận được giải Top 10 ca khúc được yêu thích nhất năm của Làn Sóng Xanh, và cán mốc 40 triệu lượt xem trên Youtube sau 8 tháng. Đến năm 2022, anh tham gia góp giọng trong album của SpaceSpeakers mang tên Kosmik.

### 2024–nay:Bật nó lênvà thành công nối tiếp
Ngày 26 tháng 5 năm 2024, Soobin ra mắt album phòng thu đầu tay trong sự nghiệp, mang tên Bật nó lên. Album bao gồm 10 ca khúc do anh sáng tác, trong đó có ba ca khúc chủ đề: Heyyy, Giá như và Ai mà biết được (hợp tác với Tlinh). Cũng trong khoảng thời gian này, anh đã tham gia hai chương trình truyền hình thực tế gồm Sao nhập ngũ và Anh trai vượt ngàn chông gai, nơi anh xuất sắc trở thành thành viên của đội hình "Gia tộc toàn năng", là anh tài có điểm số chung cuộc cao nhất trong mùa 1 và thắng cú đúp giải thưởng "X-Fire – Anh tài toàn năng" và "Anh tài được yêu thích nhất".
Ngày 8 tháng 1 năm 2025, tại giải Mai Vàng lần thứ 30, anh đã giành chiến thắng tại hai hạng mục Nam ca sĩ/Rapper được yêu thích nhất và MV được yêu thích nhất. Ngày 15 tháng 1 năm 2025, album Bật nó lên đã giúp anh giành được hạng mục Album của năm tại giải Làn Sóng Xanh. Sáng ngày 12 tháng 1 năm 2025, Soobin đã chính thức cán mốc 4 triệu lượt bình chọn tại hạng mục Nhân vật truyền cảm hứng, trở thành nghệ sĩ Việt đầu tiên đạt cột mốc này trong lịch sử WeChoice Awards 2024. Cuối tháng 2 năm 2025, Soobin được công bố là nhà sản xuất toàn năng của chương trình truyền hình thực tế Tân binh toàn năng, cùng với Tóc Tiên và Kay Trần.
Với thành tích nổi bật trong năm, Soobin đã nhận được ba đề cử tại giải Cống hiến lần thứ 19. Ngày 5 tháng 3 năm 2025, anh đã giành chiến thắng ở cả ba hạng mục được đề cử gồm Album của năm, Music Video của năm và Nam ca sĩ của năm, qua đó đưa album Bật nó lên trở thành album vật lý duy nhất phát hành trong năm 2024 chiến thắng mọi hạng mục đề cử cho album tại các lễ trao giải Làn Sóng Xanh, WeChoice Awards và Cống hiến.
Ngày 14 tháng 3 năm 2025, Soobin ra mắt MV của ca khúc "Dancing in the Dark", bài hát nằm trong album Bật nó lên.

## Danh sách đĩa nhạc

### Album phòng thu
| Ngày phát hành       | Album      | Hãng đĩa          | Ca khúc                             | Sáng tác                  | Sản xuất       |
| -------------------- | ---------- | ----------------- | ----------------------------------- | ------------------------- | -------------- |
| 25 tháng 06 năm 2024 | Bật nó lên | Hãng đĩa thời đại | Dancing in the Dark                 | SOOBIN                    | SlimV          |
| 25 tháng 06 năm 2024 | Bật nó lên | Hãng đĩa thời đại | Sunset In the City (Deluxe Version) | CHARLES., SOOBIN          | SlimV, MASTAL  |
| 25 tháng 06 năm 2024 | Bật nó lên | Hãng đĩa thời đại | Sẽ quên em nhanh thôi               | SOOBIN                    | 2pillz         |
| 25 tháng 06 năm 2024 | Bật nó lên | Hãng đĩa thời đại | Giá như                             | SOOBIN                    | SlimV          |
| 25 tháng 06 năm 2024 | Bật nó lên | Hãng đĩa thời đại | Ai mà biết được                     | SOOBIN, tlinh             | Touliver       |
| 25 tháng 06 năm 2024 | Bật nó lên | Hãng đĩa thời đại | Bật nó lên                          | SOOBIN                    | 2pillz, WOKEUP |
| 25 tháng 06 năm 2024 | Bật nó lên | Hãng đĩa thời đại | Heyy                                | SOOBIN                    | 2pillz         |
| 25 tháng 06 năm 2024 | Bật nó lên | Hãng đĩa thời đại | Luật anh                            | SOOBIN, Andree Right Hand | WOKEUP         |
| 25 tháng 06 năm 2024 | Bật nó lên | Hãng đĩa thời đại | Lu mờ                               | SOOBIN, Binz              | Binz, MASTAL   |

### Đĩa mở rộng
- The Playah (2021): Bao gồm Trò chơi, Tháng năm và BlackJack

### Video âm nhạc
| Năm  | Video                               | Ngày phát hành       | Sáng tác                                    | Sản xuất                  |
| ---- | ----------------------------------- | -------------------- | ------------------------------------------- | ------------------------- |
| 2012 | Chờ em trong đêm                    | 25 tháng 2 năm 2012  | Soobin Hoàng Sơn                            | Soobin Hoàng Sơn          |
| 2012 | Em không tồn tại                    | 25 tháng 2 năm 2012  | Soobin Hoàng Sơn                            | Soobin Hoàng Sơn          |
| 2014 | Đi qua quá khứ                      | 19 tháng 11 năm 2014 | Soobin Hoàng Sơn                            | Soobin Hoàng Sơn          |
| 2016 | Vui đi em                           | 06 tháng 1 năm 2016  | Soobin Hoàng Sơn                            | Mix166                    |
| 2016 | Lalala                              | 14 tháng 7 năm 2016  | Soobin Hoàng Sơn                            | Touliver                  |
| 2016 | Phía sau một cô gái                 | 18 tháng 10 năm 2016 | Tiên Cookie                                 | 1989s Production          |
| 2016 | Và thế là hết (Lalala Version 2)    | 18 tháng 8 năm 2016  | Soobin Hoàng Sơn                            | Long Halo                 |
| 2017 | Đi để trở về                        | 01 tháng 1 năm 2017  | Tiên Cookie                                 | Tiên Cookie               |
| 2017 | Để dành                             | 16 tháng 1 năm 2017  | Soobin Hoàng Sơn                            | Touliver                  |
| 2017 | Đi và yêu                           | 07 tháng 3 năm 2017  | Phạm Toàn Thắng                             | Mix166                    |
| 2017 | Anh đã quen với cô đơn              | 14 tháng 3 năm 2017  | Soobin Hoàng Sơn                            | Tín Lê                    |
| 2017 | Ngại gì khác biệt                   | 16 tháng 6 năm 2017  | Khắc Hưng                                   | Khắc Hưng                 |
| 2017 | Xin đừng lặng im                    | 31 tháng 7 năm 2017  | Dương Khắc Linh Shin Hồng Vịnh              | Dương Khắc Linh           |
| 2017 | Tọa độ tình yêu                     | 22 tháng 12 năm 2017 | Rhymastic                                   | DreamS Productions        |
| 2017 | Chơi để hiểu chàng                  | 13 tháng 2 năm 2017  | Tiên Cookie Tiến Thành Trượng Kiên          | Tiên Cookie               |
| 2018 | Đi để trở về 2 - Chuyến đi của năm  | 01 tháng 1 năm 2018  | Tiên Cookie                                 | Tiên Cookie               |
| 2018 | I Know You Know                     | 31 tháng 3 năm 2018  | Soobin Hoàng Sơn                            | Tín Lê                    |
| 2018 | Yêu thương ngày đó                  | 06 tháng 4 năm 2018  | Nguyễn Khoa                                 | Long Halo                 |
| 2018 | Nợ cha                              | 29 tháng 9 năm 2018  | Avi Kim Anh                                 | Dương Khắc Linh           |
| 2019 | Đi để trở về 3                      | 01 tháng 1 năm 2019  | Tiên Cookie Da LAB                          | Tiên Cookie               |
| 2019 | Đã đến lúc                          | 13 tháng 4 năm 2019  | Soobin Hoàng Sơn                            | SlimV                     |
| 2019 | Nếu ngày ấy                         | 16 tháng 7 năm 2019  | Nguyễn Đức Tùng                             | Lê Thanh Tâm              |
| 2019 | Say Goodbye                         | 04 tháng 9 năm 2019  | Nguyễn Hoàng                                | Touliver Soobin Hoàng Sơn |
| 2020 | Trò chơi                            | 21 tháng 11 năm 2020 | SOOBIN                                      | Touliver                  |
| 2020 | Blackjack (sample Melodia dla Zuzi) | 30 tháng 11 năm 2020 | Marek i Wacek SOOBIN Binz                   | Touliver                  |
| 2020 | Tháng năm                           | 15 tháng 12 năm 2020 | Nguyễn Tùng SOOBIN                          | Touliver                  |
| 2021 | The Playah (Special Performance)    | 14 tháng 5 năm 2021  | SOOBIN Nguyễn Tùng Binz Marek i Wacek SlimV | SlimV                     |
| 2023 | Sunset In The City                  | 26 tháng 10 năm 2023 | SOOBIN, CHARLES.                            | MASTAL SlimV              |
| 2023 | Heyyy                               | 07 tháng 12 năm 2023 | SOOBIN                                      | 2pillz                    |
| 2024 | Giá như                             | 10 tháng 4 năm 2024  | SOOBIN                                      | SlimV                     |
| 2024 | Điều ta muốn                        | 04 tháng 12 năm 2024 | SOOBIN                                      | Tín Lê                    |
| 2024 | Đi để trở về 9 - Em ơi, anh nhớ nhà | 30 tháng 12 năm 2024 | Tiên Cookie                                 | Tiên Cookie               |
| 2025 | Dancing in the Dark                 | 14 tháng 3 năm 2025  | SOOBIN                                      | SlimV                     |

### Video âm nhạc hợp tác
| Năm  | Video                                 | Nghệ sĩ kết hợp                             | Ngày phát hành       | Sáng tác                                   | Sản xuất                   |
| ---- | ------------------------------------- | ------------------------------------------- | -------------------- | ------------------------------------------ | -------------------------- |
| 2012 | Cần                                   | Rhymastic                                   | 18 tháng 9 năm 2012  | Rhymastic                                  | Rhymastic                  |
| 2012 | Vụt Tan                               | JustaTee                                    | 10 tháng 7 năm 2012  | Soobin Hoàng Sơn                           | Soobin Hoàng Sơn, JustaTee |
| 2015 | Daydreams                             | BigDaddy                                    | 07 tháng 3 năm 2015  | Soobin Hoàng Sơn, BigDaddy                 | Touliver                   |
| 2016 | Từng Ngày Em Mơ Về Anh                | MLEE                                        | 26 tháng 7 năm 2016  | Rhymastic                                  | Rhymastic                  |
| 2017 | Vài Lần Đón Đưa (Cover)               | Touliver                                    | 20 tháng 1 năm 2017  | Trần Lê                                    | Touliver                   |
| 2017 | Nóng Xệ Mood                          | BigDaddy, Hạnh Sino                         | 27 tháng 4 năm 2017  | BigDaddy, Soobin Hoàng Sơn                 | BigDaddy                   |
| 2017 | Một Ngày Rất Khác                     | Suni Hạ Linh                                | 30 tháng 6 năm 2017  | Huỳnh Hiền Năng                            | Startling Production       |
| 2017 | LIVE YOUR LIFE                        | JustaTee, BigDaddy                          | 15 tháng 7 năm 2017  | JustaTee                                   | Touliver, Rhymastic        |
| 2017 | Vinh Quang Đang Chờ Ta                | Touliver, Rhymastic                         | 17 tháng 7 năm 2017  | Rhymastic, Garena Liên Quân Mobile, Soobin | Touliver, Rhymastic        |
| 2017 | Ngày Mai Em Đi                        | Touliver, Lê Hiếu                           | 01 tháng 8 năm 2017  | Thái Thịnh                                 | Touliver                   |
| 2018 | Tay Sạch Trao Yêu Thương              | Bé Gia Hân (The Voice Kids)                 | 15 tháng 1 năm 2018  | Dương Khắc Linh                            | Dương Khắc Linh            |
| 2018 | EVERYDAY                              | SpaceSpeakers                               | 08 tháng 5 năm 2018  | Rhymastic, JustaTee                        | Touliver                   |
| 2018 | Đẹp nhất là em – 우리사이             | JIYEON                                      | 21 tháng 7 năm 2018  | Krazy Park, Eddy S Park, Soobin Hoàng Sơn  | Krazy Park                 |
| 2020 | Vì Một Việt Nam                       | Rhymastic, Touliver                         | 19 tháng 2 năm 2020  | Rhymastic                                  | Touliver                   |
| 2020 | "Blackjack" (sample Melodia dla Zuzi) | Binz                                        | 31 tháng 11 năm 2020 | Marek i Wacek SOOBIN Binz                  | Touliver                   |
| 2021 | Freaky Squad                          | Binz, Rhymastic, Touliver                   | 30 tháng 11 năm 2021 | SOOBIN, Binz, Rhymastic, Touliver          | Touliver                   |
| 2024 | Ai Mà Biết Được                       | tlinh                                       | 25 tháng 6 năm 2024  | SOOBIN, tlinh                              | Touliver                   |
| 2024 | It's A New Dawn                       | CHARLES. & Kriss Ngo                        | 02 tháng 8 năm 2024  | CHARLES.                                   | Kriss Ngo                  |
| 2024 | Hỏa Ca (Call Me By Fire)              | 33 anh tài của Anh Trai Vượt Ngàn Chông Gai | 28 tháng 6 năm 2024  | CHARLES.                                   | SlimV                      |
| 2024 | Tiến Tới Ước Mơ                       | Rhymastic, SlimV                            | 23 tháng 9 năm 2024  | Rhymastic                                  | SlimV                      |
| 2025 | Tiến Hay Lùi                          | Bùi Công Nam                                | 23 tháng 1 năm 2025  | Stilla D, Bùi Công Nam, SOOBIN             | Bùi Công Nam               |

## Giải thưởng và đề cử
| Năm  | Giải thưởng                | Hạng mục                                       | Đề cử                                                                                         | Kết quả   |
| ---- | -------------------------- | ---------------------------------------------- | --------------------------------------------------------------------------------------------- | --------- |
| 2016 | Làn Sóng Xanh              | Ca sĩ triển vọng                               | Bản thân                                                                                      | Đoạt giải |
| 2016 | Làn Sóng Xanh              | Bài hát hiện tượng                             | Phía sau một cô gái                                                                           | Đề cử     |
| 2016 | WeChoice Awards            | Ca sĩ mới nổi bật nhất                         | Bản thân                                                                                      | Đoạt giải |
| 2016 | Zing Music Awards          | Nghệ sĩ mới của năm                            | Bản thân                                                                                      | Đề cử     |
| 2016 | Zing Music Awards          | Nam ca sĩ được yêu thích nhất                  | Bản thân                                                                                      | Đề cử     |
| 2016 | Zing Music Awards          | Ca khúc đứng đầu bảng xếp hạng nhiều tuần nhất | Phía sau một cô gái                                                                           | Đoạt giải |
| 2016 | Zing Music Awards          | Ca khúc Pop/ Rock được yêu thích               | Phía sau một cô gái                                                                           | Đề cử     |
| 2017 | Zing Music Awards          | Ca khúc Dance/Electronic được yêu thích        | Ngày mai em đi                                                                                | Đoạt giải |
| 2017 | Zing Music Awards          | Ca khúc RnB Soul được yêu thích                | Anh đã quen với cô đơn                                                                        | Đề cử     |
| 2017 | Zing Music Awards          | Ca khúc Pop Ballad được yêu thích              | Xin đừng lặng im                                                                              | Đề cử     |
| 2017 | Zing Music Awards          | Nam ca sĩ được yêu thích                       | Bản thân                                                                                      | Đề cử     |
| 2017 | Zing Music Awards          | Nghệ sĩ của năm                                | Bản thân                                                                                      | Đoạt giải |
| 2017 | Keeng Young Awards         | Ca khúc nhạc Pop                               | Xin đừng lặng im                                                                              | Đề cử     |
| 2017 | Keeng Young Awards         | Nghệ sĩ được yêu thích                         | Bản thân                                                                                      | Đoạt giải |
| 2017 | Keeng Young Awards         | Ca khúc của năm                                | Xin đừng lặng im                                                                              | Đoạt giải |
| 2017 | Keeng Young Awards         | Nghệ sĩ xuất sắc nhất                          | Bản thân                                                                                      | Đoạt giải |
| 2017 | Elle Style Awards          | Nam ca sĩ phong cách nhất của năm              | Bản thân                                                                                      | Đề cử     |
| 2017 | Làn Sóng Xanh              | Top 5 ca sĩ được yêu thích                     | Bản thân                                                                                      | Đoạt giải |
| 2017 | Làn Sóng Xanh              | Bài hát hiện tượng                             | Xin đừng lặng im                                                                              | Đề cử     |
| 2017 | Làn Sóng Xanh              | Hòa âm phối khí                                | Ngày mai em đi                                                                                | Đề cử     |
| 2017 | V Live Year End Party      | Best Male Artist                               | Bản thân                                                                                      | Đoạt giải |
| 2017 | Giải Mai Vàng              | Nam ca sĩ nhạc nhẹ                             | Xin đừng lặng im                                                                              | Đề cử     |
| 2018 | Keeng Young Awards         | Nam ca sĩ được yêu thích nhất                  | Bản thân                                                                                      | Đoạt giải |
| 2018 | V Heartbeat Year End Party | Nghệ sĩ xuất sắc của năm                       | Bản thân                                                                                      | Đề cử     |
| 2018 | V Heartbeat Year End Party | Top 3 VheartBeat rank                          | Đẹp Nhất Là Em                                                                                | Đề cử     |
| 2018 | Zing Music Awards          | Ca khúc Dance/Electronic được yêu thích        | I Know You Know                                                                               | Đề cử     |
| 2018 | Zing Music Awards          | Nam ca sĩ được yêu thích nhất                  | Bản thân                                                                                      | Đề cử     |
| 2018 | Zing Music Awards          | Ca khúc nhạc phim được yêu thích nhất          | Yêu thương ngày đó                                                                            | Đề cử     |
| 2018 | Làn Sóng Xanh              | Ca sĩ được yêu thích                           | Bản thân                                                                                      | Đoạt giải |
| 2018 | Làn Sóng Xanh              | Nam ca sĩ được yêu thích                       | Bản thân                                                                                      | Đề cử     |
| 2018 | Giải Mai Vàng              | Nam ca sĩ nhạc nhẹ được yêu thích              | Bản thân                                                                                      | Đề cử     |
| 2018 | Elle Style Awards          | Nam ca sĩ phong cách nhất của năm              | Bản thân                                                                                      | Đoạt giải |
| 2019 | Elle Style Awards          | Trang bìa ấn tượng của năm                     | Bản thân                                                                                      | Đề cử     |
| 2019 | Giải Mai vàng              | Nam ca sĩ của năm                              | Bản thân                                                                                      | Đề cử     |
| 2019 | Vlive Awards V Heartbeat   | Nghệ sĩ xuất sắc của năm                       | Bản thân                                                                                      | Đề cử     |
| 2019 | Vlive Awards V Heartbeat   | V FANSHIP COMMUNITY                            | Soobin Hoàng Sơn, SuSu Family                                                                 | Đề cử     |
| 2020 | WeChoice Awards            | Music Video của năm                            | BLACKJACK                                                                                     | Đề cử     |
| 2020 | Giải Mai Vàng              | Nam ca sĩ nhạc nhẹ được yêu thích              | Bản thân                                                                                      | Đề cử     |
| 2021 | Spotify                    | Top 10 Most Streamed Local Artists             | Bản thân                                                                                      | Đoạt giải |
| 2021 | Làn Sóng Xanh              | Top 10 ca khúc được yêu thích                  | Tháng Năm                                                                                     | Đoạt giải |
| 2021 | Làn Sóng Xanh              | Hòa âm phối khí                                | SlimV (The Playah)                                                                            | Đoạt giải |
| 2021 | Làn Sóng Xanh              | Nam ca sĩ của năm                              | Bản thân                                                                                      | Đề cử     |
| 2021 | Làn Sóng Xanh              | Ca sĩ đột phá                                  | Bản thân                                                                                      | Đề cử     |
| 2021 | Làn Sóng Xanh              | Music Video của năm                            | Bản thân                                                                                      | Đề cử     |
| 2021 | Làn Sóng Xanh              | Sự kết hợp xuất sắc                            | SOOBIN, SlimV                                                                                 | Đề cử     |
| 2024 | Male Icon Awards           | Male Icon of The Year                          | Bản thân                                                                                      | Đoạt giải |
| 2024 | Vạn Xuân Awards 2024       | Đại sứ Quảng cáo được yêu thích nhất           | Bản thân                                                                                      | Đoạt giải |
| 2024 | Giải Mai vàng              | MV được yêu thích nhất                         | Giá Như                                                                                       | Đoạt giải |
| 2024 | Giải Mai vàng              | Nam ca sĩ/Rapper được yêu thích nhất           | Bản thân                                                                                      | Đoạt giải |
| 2024 | WeChoice Awards            | EP/Album                                       | Bật Nó Lên                                                                                    | Đoạt giải |
| 2024 | WeChoice Awards            | Màn trình diễn bùng nổ                         | Trống Cơm - NSND Tự Long, SOOBIN, Cường Seven (Anh Trai Vượt Ngàn Chông Gai)                  | Đoạt giải |
| 2024 | WeChoice Awards            | Ca sĩ/Rapper có hoạt động đột phá              | Bản thân                                                                                      | Đoạt giải |
| 2024 | WeChoice Awards            | Nhân vật truyền cảm hứng                       | Bản thân                                                                                      | Đoạt giải |
| 2024 | WeChoice Awards            | BFF - Best Fandom Forever                      | KINGDOM (FC SOOBIN)                                                                           | Đoạt giải |
| 2024 | Làn Sóng Xanh              | Nam ca sĩ/rapper của năm                       | Bản thân                                                                                      | Đề cử     |
| 2024 | Làn Sóng Xanh              | Album của năm                                  | Bật Nó Lên                                                                                    | Đoạt giải |
| 2024 | Làn Sóng Xanh              | Ca sĩ đột phá                                  | Bản thân                                                                                      | Đề cử     |
| 2024 | Làn Sóng Xanh              | Sự kết hợp xuất sắc                            | Trống Cơm - Cường Seven, SOOBIN, NSND Tự Long, APJ, It’s CHARLES., SlimV, Kriss Ngô, Touliver | Đoạt giải |
| 2025 | Giải thưởng Cống hiến      | Album của năm                                  | Bật Nó Lên                                                                                    | Đoạt giải |
| 2025 | Giải thưởng Cống hiến      | MV của năm                                     | Giá Như                                                                                       | Đoạt giải |
| 2025 | Giải thưởng Cống hiến      | Nam ca sĩ của năm                              | Bản thân                                                                                      | Đoạt giải |

### Khác
- Á quân cuộc thi Ngôi sao Việt (2014).[6]
- Á quân Hòa âm Ánh sáng mùa 2 (2016).[66]
- Nhận giải X-Fire – Anh tài toàn năng & Anh tài được yêu thích nhất Anh trai vượt ngàn chông gai mùa 1 (2024)[28]

## Danh sách phim

#### Phim ca nhạc
| Năm  | Tên tác phẩm    | Khách mời        |
| ---- | --------------- | ---------------- |
| 2014 | Đi qua quá khứ  | Soobin Hoàng Sơn |
| 2016 | Vị khách bất ổn | Soobin Hoàng Sơn |

#### Bộ phim trình diễn
| Năm  | Nhạc Phim          | Tên phim        | Ca sĩ thể hiện (Hát nhạc phim) |
| ---- | ------------------ | --------------- | ------------------------------ |
| 2017 | Yêu thương ngày đó | Yêu em bất chấp | Soobin Hoàng Sơn               |

### Phim điện ảnh
| Năm  | Tên Phim                    | Ngày phát hành |
| ---- | --------------------------- | -------------- |
| 2019 | YOLO (Bạn chỉ sống một lần) | 11/01/2019     |